# Same as It Ever Was
Same as It Ever Was è il secondo album in studio degli House of Pain, pubblicato nel 1994.

## Tracce
1. Back from the Dead
2. I'm a Swing It
3. All That
4. On Point
5. Runnin' Up on Ya
6. Over There Shit
7. Word Is Bond
8. Keep It Comin'
9. Interlude
10. Same as It Ever Was
11. It Ain't a Crime
12. Where I'm From
13. Still Got a Lotta Love
14. Who's the Man
15. On Point (Lethal Dose Remix)